# Escuela Militar de Aviación (Colombia)
La Escuela Militar de Aviación Marco Fidel Suárez (EMAVI) es una escuela militar dedicada a la formación de los futuros oficiales de la Fuerza Aérea Colombiana. Fue creada por la Ley 126 de 1919, sancionada por el entonces Presidente de la República Marco Fidel Suárez. Se encuentra ubicada al oriente de Cali, en la comuna número 7 de la ciudad.
la Escuela Militar de Aviación cuenta con cadetes aviadores de Guatemala, Panamá, República Dominicana y Honduras entre otras; además alberga cadetes de intercambio de escuelas como United States Air Force Academy de Estados Unidos y la Academia de la Fuerza Aérea Brasileña. 

## Historia
El final de la Primera Guerra Mundial y las primeras experiencias aéreas en Colombia llevaron al presidente Marco Fidel Suárez a promover ante el Congreso la necesidad de desarrollar la aviación militar en el país. Fue así como el 31 de diciembre de 1919 sancionó la ley 126 por medio de la cual se creaba la aviación como la quinta arma del ejército y se disponían los recursos para la fundación de la Escuela Militar de Aviación.
Esta primera escuela se estableció en 1920, en el Municipio de Flandes, Tolima, puerto sobre el Río Magdalena frente a Girardot, y su organización se le confió a una misión militar francesa compuesta por el Coronel René Guichard, jefe de la misión y los Tenientes Paul Pillot y Jean Jonnard. 
Las primeras construcciones, cinco hangares de guadua y techo de zinc se construían en la hacienda "San Luis", hasta entonces propiedad de Don Francisco Rocha. 
El 2 de octubre de 2006 la EMAVI recibió la certificación de calidad ISO 9000 por sus procesos administrativos. A partir de diciembre de 2011 su comandante fue el Brigadier General Ramsés Rueda, quien permaneció en el cargo hasta el 5 de diciembre de 2013, cuando asumió como nuevo director el Coronel Luis Fernando Amaya Vargas.

## Formación académica

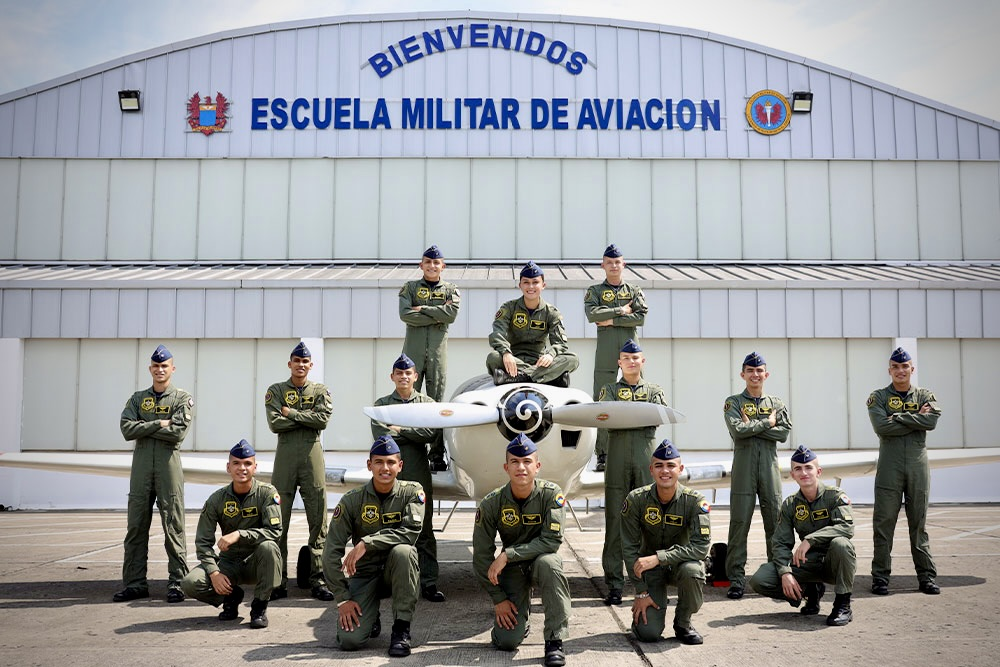
Cadetes de Vuelo

La formación de los futuros oficiales de la Fuerza aérea se realiza durante cuatro años. A su incorporación en la EMAVI, los estudiantes reciben el grado de cadetes. Para el último año de formación en la escuela, los cadetes son ascendidos a alféreces y reciben una espada que simboliza el mando. Al tiempo con el plan de formación militar, la EMAVI ofrece cuatro (4) Programas de Formación Profesional, entre estos se encuentran Programa de Administración Aeronáutica, Programa de Ingeniería Informática, Programa de Ingeniería Mecánica y Programa de Ciencias Militares Aeronauticas (Cuerpo de Vuelo) Actualmente los estudiantes de la escuela se entrenan en aeronaves Cessna 172 Skyhawk y T-90 Calima en su etapa de vuelo primario y en vuelo básico en las aeronaves T-27 (CACOM 2 - Villavicencio Apiay, Meta (Colombia)), Cessna 172 Skyhawk y Beechcraft T-6 Texan II (CACOM 1 - Puerto Salgar, Cundinamarca) y TH67 Creeck (Bell 206). Al finalizar la formación en la EMAVI, los estudiantes reciben el grado oficial de Subteniente.

## Producción editorial
- Santa, Ricardo; Morante, Diego; Tegethoff, Thomas, eds. (2019). Regiones inteligentes. La competitividad en el Valle del Cauca [Smart Regions. The competitiveness in the Valle del Cauca] (PDF) (1st edición). Cali, Colombia: Editorial Universidad Icesi y Escuela Militar de Aviación “Marco Fidel Suárez” (EMAVI). ISBN 978-958-56950-1-6. doi:10.18046/EUI/ee.3.2019.
- Santa, Ricardo; Morante, Diego; Tegethoff, Thomas, eds. (2020). Regiones inteligentes. El factor human [Smart regions. The human factor] (PDF) (1st edición). Cali, Colombia: Editorial Universidad Icesi y Escuela Militar de Aviación “Marco Fidel Suárez” (EMAVI). ISBN 978-958-56950-8-5. doi:10.18046/EUI/ee.7.2020.